# 东平水道
东平水道，位于中华人民共和国广东省佛山市境内，北起三水区思贤滘，上接北江和部分西江来水，东南流至西南街道南岸村以东，右岸分出南沙涌，至禅城区南庄镇紫洞村，左岸分流出潭洲水道，转南流至南海区西樵镇大岸村东南与南沙涌合流后流入顺德水道。水道上建有三水二桥（ 269省道）、三水大桥（ 324国道）、广州绕城高速公路大桥、金沙大桥（ 桂丹路）、紫洞大桥（ 紫洞路）、罗南大桥（ 佛清从高速公路）、季华大桥（季华路）、潭州大桥（ 佛开高速公路）、石湾大桥（禅西大道）、石南大桥（ 南庄大道）、澜石大桥（ 佛山大道）、东平大桥（岭南大道）、佛陈大桥（ 佛陈路）、奇龙大桥（魁奇路）、平胜大桥（ 佛江高速公路）、五斗大桥（ 白陈公路）、三山西大桥（ 三山大道）。
另佛山航道局介绍的和大部分地图上标注的东平水道则在紫洞村折向东南，经佛山市区南部（此段也称东平河），于佛山新港转向东北，过桂城街道后进入广州市境，于广州荔湾区东沙街道沙洛村以东的大尾角汇入珠江后航道。全长68公里。从思贤滘至佛山市澜石大桥现可通航1000吨级船舶，澜石大桥至广州大尾角可通航2000吨级船舶。